# Ludwig Hautzmayer
Ludwig Hautzmayer, avstro-ogrski častnik, vojaški pilot in letalski as, * 25. april 1893, Fürstenfeld, Avstrija, † 6. december 1936, Croydon, Anglija (KIFA).
Nadporočnik Hautzmayer je v svoji vojaški službi dosegel 7 zračnih zmag.

## Življenjepis
Med prvo svetovno vojno je bil pripadnik Flik 19, Flik 51J in Flik 61J.

## Odlikovanja
- red železne krone 3. razred
- vojaški zaslužni križec 3. razreda (2x)
- srebrna in bronasta vojaška zaslužna medalja
- srebrna medalja za hrabrost
- viteški križec avstrijskega cesarskega reda Leopolda.